# Erik Hägglund (kemist)
Erik Karl Mauritz Hägglund, född 15 juni 1887 i Hässjö församling, Västernorrlands län, död 13 mars 1959, var en svensk kemist och professor verksam vid Svenska träforskningsinstitutet samt Kungliga Tekniska högskolan.

## Biografi
Hägglund blev 1909 filosofie magister vid Stockholms högskola, 1911 filosofie licentiat där och 1914 filosofie doktor. Han arbetade 1911-1915 som kemist vid Bergviks sulfitfabrik samt 1916-1920 som kemist och avdelningschef vid Th. Goldschmidt AG i Essen och Mannheim. Han var professor i skogsprodukternas kemi och kemiska teknologi vid Åbo Akademi 1920-1930 och i cellulosateknik och träkemi vid KTH 1930-1953. Han var den förste professorn i ämnet vid KTH (endast det bredare ämnet kemisk teknologi hade funnits tidigare), och professuren kom till efter ett initiativ från cellulosaindustrin och bland annat Gunnar Sundblad år 1927. Institutionen som invigdes 1931 blev även grund för branschforskningsinstitut inom området, vilket innebar att Hägglund även var chef för Cellulosaindustrins centrallaboratorium 1935-1954, och för Svenska träforskningsinstitutets träkemiska avdelning från 1944.
Hägglund invaldes 1934 som ledamot av Ingenjörsvetenskapsakademien (IVA). Han blev hedersdoktor vid Heidelbergs universitet 1939, och vid Åbo Akademi 1953. 1949 tilldelades han Ekmanmedaljen av Svenska Pappers- och Cellulosaingenjörsföreningen. Han tilldelades 1953 IVA:s stora guldmedalj med motiveringen för hans insatser inom cellulosakemien.